# Championnat d'Équateur de football 1982
Navigation
Saison précédente Saison suivante
La saison 1982 du Championnat d'Équateur de football est la vingt-quatrième édition du championnat de première division en Équateur.
Dix équipes prennent part à la Série A, la première division, au sein d'une poule unique où elles affrontent leurs adversaires deux fois, à domicile et à l'extérieur. À la fin de cette première phase, les trois premiers du classement se qualifient pour la Liguilla. La deuxième phase fonctionne exactement comme la première, avec les mêmes systèmes de qualification pour la Liguilla. En fin de saison, les clubs qualifiés pour la Liguilla se disputent le titre national. Contrairement aux saisons précédentes et pour permettre le passage du championnat de 10 à 14 équipes, il n'y a pas de relégation en fin de phase et les deux meilleurs clubs de Série B sont promus.
C'est le Club Deportivo El Nacional qui remporte la compétition après avoir battu le double tenant du titre, Barcelona Sporting Club, lors de la finale nationale. C'est le 6e titre de champion d'Équateur de l'histoire du club.

## Première phase

### Les clubs participants
| - LDU Portoviejo - Promu de Série B - Barcelona Sporting Club - Deportivo Quito - CDU Católica del Ecuador - Club Sport Emelec | - Club Deportivo El Nacional - Club Deportivo Técnico Universitario - Promu de Série B - Club 9 de Octubre - LDU Quito - Club Deportivo Everest |

### Classement
| Rang | Équipe                     | Pts | J  | G  | N | P  | Bp | Bc | Diff |
| ---- | -------------------------- | --- | -- | -- | - | -- | -- | -- | ---- |
| 1    | Club Deportivo El Nacional | 23  | 18 | 10 | 3 | 5  | 33 | 25 | +8   |
| 2    | LDU Portoviejo P           | 22  | 18 | 10 | 2 | 6  | 31 | 23 | +8   |
| 3    | Barcelona Sporting Club T  | 22  | 18 | 9  | 4 | 5  | 28 | 23 | +5   |
| 4    | Club Sport Emelec          | 20  | 18 | 8  | 4 | 6  | 22 | 20 | +2   |
| 5    | Deportivo Quito            | 18  | 18 | 6  | 6 | 6  | 24 | 20 | +4   |
| 6    | CDT Universitario P        | 18  | 18 | 7  | 4 | 7  | 22 | 24 | -2   |
| 7    | CDU Católica del Ecuador   | 18  | 18 | 7  | 4 | 7  | 19 | 21 | -2   |
| 8    | Club 9 de Octubre          | 14  | 18 | 5  | 4 | 9  | 20 | 23 | -3   |
| 9    | LDU Quito                  | 13  | 18 | 5  | 3 | 10 | 14 | 24 | -10  |
| 10   | Club Deportivo Everest     | 11  | 18 | 4  | 3 | 11 | 16 | 26 | -10  |

|  | Qualification pour la Liguilla           |
|  | T : Tenant du titre P : Promu de Série B |

## Seconde phase

### Les clubs participants
| - LDU Portoviejo - Deportivo Quevedo - Promu de Série B - Barcelona Sporting Club - Deportivo Quito - CDU Católica del Ecuador - Club Sport Emelec | - Club Deportivo El Nacional - Club Deportivo Técnico Universitario - Sociedad Deportiva Aucas - Promu de Série B - Club 9 de Octubre - LDU Quito - Club Deportivo Everest |

### Classement
| Rang | Équipe                     | Pts | J  | G  | N | P  | Bp | Bc | Diff |
| ---- | -------------------------- | --- | -- | -- | - | -- | -- | -- | ---- |
| 1    | Barcelona Sporting Club T  | 29  | 22 | 11 | 7 | 4  | 24 | 14 | +10  |
| 2    | Club 9 de Octubre          | 27  | 22 | 11 | 5 | 6  | 41 | 28 | +13  |
| 3    | Club Deportivo El Nacional | 26  | 22 | 11 | 4 | 7  | 40 | 26 | +14  |
| 4    | LDU Portoviejo             | 26  | 22 | 11 | 4 | 7  | 40 | 30 | +10  |
| 5    | CDU Católica del Ecuador   | 25  | 22 | 9  | 7 | 6  | 36 | 24 | +12  |
| 6    | Deportivo Quevedo P        | 23  | 22 | 7  | 9 | 6  | 34 | 33 | +1   |
| 7    | CDT Universitario          | 22  | 22 | 8  | 6 | 8  | 32 | 30 | +2   |
| 8    | Club Sport Emelec          | 22  | 22 | 9  | 4 | 9  | 30 | 30 | 0    |
| 9    | LDU Quito                  | 21  | 22 | 7  | 7 | 8  | 32 | 31 | +1   |
| 10   | Sociedad Deportiva Aucas P | 17  | 22 | 6  | 5 | 11 | 27 | 44 | -17  |
| 11   | Deportivo Quito            | 16  | 22 | 4  | 8 | 10 | 19 | 35 | -16  |
| 12   | Club Deportivo Everest     | 10  | 22 | 3  | 4 | 15 | 21 | 50 | -29  |

|  | Qualification pour la Liguilla           |
|  | T : Tenant du titre P : Promu de Série B |

## Liguilla
À l'issue de chaque phase, les trois premiers du classement reçoivent un bonus respectif de 3, 2 et 1 point.
| Rang | Équipe                         | Pts | J | G | N | P | Bp | Bc | Diff |  | Résultats (▼ dom., ► ext.)     | ElN | Bar | LDU | 9Oc |
| ---- | ------------------------------ | --- | - | - | - | - | -- | -- | ---- |  | ------------------------------ | --- | --- | --- | --- |
| 1    | Club Deportivo El Nacional +4  | 11  | 6 | 3 | 1 | 2 | 13 | 8  | +5   |  | Club Deportivo El Nacional +4  |     | 3-0 | 1-0 | 4-0 |
| 2    | Barcelona Sporting Club '+4 T' | 11  | 6 | 3 | 1 | 2 | 8  | 11 | -3   |  | Barcelona Sporting Club '+4 T' | 2-2 |     | 3-2 | 2-1 |
| 3    | LDU Portoviejo +2              | 8   | 6 | 3 | 0 | 3 | 10 | 9  | +1   |  | LDU Portoviejo +2              | 3-2 | 3-0 |     | 1-0 |
| 4    | Club 9 de Octubre +2           | 6   | 6 | 2 | 0 | 4 | 7  | 10 | -3   |  | Club 9 de Octubre +2           | 3-1 | 0-1 | 3-1 |     |

|  | Qualification pour la Copa Libertadores 1983 |

### Finale pour le titre
| Équipe 1                | Résultat | Équipe 2                   | Aller | Retour | Appui |
| ----------------------- | -------- | -------------------------- | ----- | ------ | ----- |
| Barcelona Sporting Club | 4 - 8    | Club Deportivo El Nacional | 4 - 2 | 0 - 3  | 0 - 3 |

## Bilan de la saison
| Championnat d'Équateur de football 1982 |                                       |
| Champion                                | Club Deportivo El Nacional (6e titre) |
| Qualifications continentales            |                                       |
| Copa Libertadores 1983                  | Club Deportivo El Nacional            |
| Copa Libertadores 1983                  | Barcelona Sporting Club               |
| Promotions et relégations               |                                       |
| Promus en Série A                       | Manta Sport Club América de Quito     |
| Relégués en Série B                     | Aucun                                 |